# Ferrovia Paraná S/A
A Ferrovia Paraná S/A (Ferropar) foi uma empresa privada brasileira que operou a partir de 1997 a Ferroeste. Em 2006 a Ferroeste foi reestatizada e se encontra hoje sob a administração do estado do Paraná.

## Histórico
Através de um leilão público realizado em 10 de dezembro de 1996, a Ferrovia Paraná S.A. adquiriu uma subconcessão da ferrovia estatal Ferroeste para trinta anos, assumindo também compromissos de investimento, alocação de frota e atendimento da demanda de transporte.
O Governo do Estado do Paraná reavaliou o contrato entre a Ferroeste e Ferropar alergando que "jamais foi cumprido (o contrato) pela referida empresa privada" e retomou o controle sobre a ferrovia em 18 de dezembro de 2006.